# 寺嶋由芙
寺嶋 由芙（てらしま ゆふ、1991年7月8日 - ）は、日本の女性ソロアイドル。愛称は「ゆっふぃー」。キャッチフレーズは「古き良き時代から来ました。まじめなアイドル、まじめにアイドル。」。千葉県出身。フリーランス。
2014年、シングル「#ゆーふらいと」でソロデビュー。2015年にはシングル「ふへへへへへへへ大作戦」でメジャーデビュー。2013年「ミスiD 2014」、「アマテラス特別賞」をダブル受賞。ゆるキャラに造詣が深く、各地のキャラクターイベントにもMC出演する、自称「ゆるドル」。ファンの呼称は「ゆふぃすと」。

## 略歴

### 生い立ち
幼少期
- “寺嶋由芙”は本名。“由”を母親の名前から、“芙”は「美しい」という花言葉を持つ芙蓉からもらい、父親が“由芙”と命名。出生時は仮死状態だったが、そのまま1か月間入院して助かる。幼稚園の頃から、近所にできたダンス教室に通い始め、安室奈美恵やSPEEDなどの曲に合わせ身体を動かした。その後も中学校を卒業するまでレッスンを続ける。

小学生 - 中学生
- 小学校に入ったころからモーニング娘。に憧れ、アイドルになることを夢見て歌やダンスなどを真似るが、なかなか「なりたい」とは周囲に言えずにいた。小中学校では「学級委員系女子」だったが、友達関係はダンスを通じて広がっていく。家族とは、月に1度のペースでカラオケに行くのが恒例だった。
- 2002年、『ハロー!プロジェクト・キッズ オーディション』を受けるも、一次審査で落選し、人生初の挫折を経験する。
- 小学校高学年から中学2年くらいまでは、渋谷にある広瀬香美のボーカルスクールにも、最年少で通う。
- 近くに引っ越して中学校では学区が変わると、アイドル志望を口に出さなくなり、ORANGE RANGEのファンになる。また、演劇部に入り、音響や照明の任務にやりがいを見出す。
- そんな中、演劇部メンバーにいたアイドルの活躍を真近で見るうちに「やっぱりやりたい」との思いが沸いてくる。

高校生 - 大学生
- 2007年、AKB48の第1回研究生（4期生）を受けるが、落選。ただし今回はアイドルをとことん目指すと覚悟を決め、すぐに次のオーディションへと気持ちを切り替える。高校生の頃は自分で情報収集をし、親や友達にも言わずに東京のオーディションをいろいろと受ける。E-girls結成前のEXPGにて、初回オーディションを受けて落選。
- 高校では、アコースティック・ギター部に入って歌ったりしていた。
- やがて高校3年になると受験勉強に専念し、具体的にアイドルに繋がりそうな動きを起こせなかった。
- 国語教員の資格を取るという外向きな理由と、安部公房の作品に惹かれていたこともあり、早稲田大学文学部日本語日本文学コース専攻に入学。

### 地下アイドルからグループへ
BiS加入前
- 2010年、高校卒業直前の春休みに原宿でスカウトされ、それらの事務所の1社に登録するが、その後1年待っても仕事をもらえず、辞める。
- 大学の友人による当時まだ珍しかったゲーム実況の配信や、ボーカルスクールの先輩卒業生である川嶋あいの路上ライブに感銘を受け、自己プロデュースに乗り出す。
- インターネットで探した作曲家にオリジナル曲を依頼し、秋葉原のライブハウスや地下アイドルイベントの人脈も紹介され、チェキなどの売上をお小遣い帳に付けてもらう。その頃に姫乃たまとも知り合う。
- 出演者の多くが他の仕事をしながら趣味でやっており、それに気付いて自身は本業アイドルを志向する立場として再びオーディションに挑戦。
- 折しも初期のBiSに欠員が出るタイミングで、オーディションを見に来たプロデューサーとメンバーに声をかけられる。

BiS加入後
- 2011年7月9日、テラシマユフの名でBiSに加入し、新メンバーとしてお披露目。
- グループアイドルの一員としてステップアップに感激する。が、まだまだ手作りであり、また、ちゃんと歌って踊るだけを求められるグループではなかった。グループ内では摩擦も生まれると知り、楽しく続けるためにも、あえて他のメンバーと被らない個性として「真面目さ」を打ち出していった。
- 2013年5月26日、BiSを脱退。事務所によると脱退理由は「真面目すぎるがゆえにBiSの方向性についていけなかったため」。
- 以来、再びソロアイドルとして活動。

### ソロアイドル
2013年
- 9月20日、『ミスiD2014』において、一般投票で1位を獲得し、「ミスiD 2014」と「アマテラス特別賞」をダブル受賞。
- その頃、ディレクターの加茂啓太郎（当時ユニバーサルミュージック）に見出される。

2014年
- 2月26日、マキシシングル「#ゆーふらいと」でCDソロデビュー。MVにはゆるキャラのうなりくん（千葉県成田市）が参加。
- 3月に大学を卒業。
- 5月31日‐8月31日、Dorothy Little Happyの髙橋麻里と『@JAM』での期間限定ユニット「ユフ♬マリ」を結成。

2015年
- 2月8日、渋谷WWWで自身初のワンマンライブ「Yufu Terashima 1st Solo Live 『#Yufu Flight』」を行い、EMI Recordsからのメジャーデビューを発表。
- 5月20日、シングル「ふへへへへへへへ大作戦」でEMI Recordsからメジャーデビュー。MVは富岡製糸場と伊香保温泉でロケを行い、ぐんまちゃんと共演。
- 11月11日、『寺嶋由芙 with ゆるっふぃ〜ず』名義で『いやはや ふぃ〜りんぐ』を発売。

2016年
- 6月1日、ディアステージに所属。
- 9月21日、テイチクエンタテインメントから、自身初のアルバム「わたしになる」を発売。
- 11月6日、ゆるキャラグランプリ2016の司会を務める。
- 12月31日、自身初の年越しカウントライブを開催。

2017年
- 2017年以降、2019年までの2月には、ゆふ員（公式ファンクラブ「ゆふのゆ♨」会員）を対象とした『全国統一ゆふ試験』が開催されている。
- 2017年3月22日、テイチク移籍後の初シングル「天使のテレパシー」を発売。カップリングで演歌に初挑戦。

2018年
- 7月、BARKSのアイドル情報サイト『Pop'n'Roll』の編集長に就任（8月20日オープン）。
- 8月4日、参加した『TIF2018』の企画で初代アイドルクイズ王となる。
- 8月25日・26日、横浜アリーナで開催された『@JAM EXPO 2018』では、総合司会を務めた。
- 9月22日、木更津警察署交通安全フェスタにて、一日警察署長を務める。
- 10月17日、シングル「君にトロピタイナ」（タイトル曲は西寺郷太作詞作曲プロデュース）発売。
- 10月21日、5周年ワンマンライブ「Yufu Terashima 5th Anniversary Live 〜以前よく見たあの人も 通い続けるこの人も〜」開催。
- 12月21日、自身初主催フェス「TERASHIMA KAWAII FESTIVAL Vol.1」を開催 。

2019年
- 4月、前述の『Pop'n'Roll』のChief Idol Officer (CIO)に就任。
- 8月に、マルベル堂が発表した7月のプロマイド売り上げランキングで、それまで14か月連続1位だった西城秀樹を抑えて、1位になったことがわかった。
- 8月4日、参加した『TIF2019』のアイドルクイズ王 決定戦で優勝し、2連覇を果たす。
- 12月に、シンガーソングライターの神崎隆広、ロックバンドBOYS END SWING GIRLの冨塚大地とともに、ゆるキャラやご当地キャラクターのテーマソングを作って歌って振り付ける3人組ユニットを結成し、翌年1月にCharatとして始動。各地のキャライベントが新型コロナの影響で妨げられる中、オンラインなども使いながらコラボ活動する。

2020年
- 4月3日、かねてから寺嶋に憧れていた髙井つき奈のセルフプロデュースによるアイドルユニットのsimpatix改めsimpαtixに、加入してデュオとなった。5月27日には、ヤマモトショウ作詞作曲で両A面の1stシングル「いたいあまいキス / すき、いまあいたい」をリリース。
- 6月30日、ディアステージを契約満了を以て退社、フリーランスとなる。
- 7月11日、生誕ライブ（2部構成）を開催、Rakuten TVで生配信。
- 9月、ザ・タイムショック2020オーディションに参加し、約200名の応募者から選ばれた最終候補者4名の一員となった。クイズ王・古川洋平を講師に迎え、約1か月間のクイズ特訓に挑んだ様子がYouTubeのテレビ朝日公式チャンネルで公開されている。
- 9月9日、公益財団法人北野生涯教育振興会主催の懸賞論文で佳作入選したことを報告した。
- 10月2日、参加した『TIF2020』のアイドルクイズ王 決定戦で優勝し、3連覇を果たす。
- 12月19日、自身初となるアーティストブック『まじめ』を発売。水着やランジェリー、ギャル風ファッションなど様々なスタイリングでの撮り下ろし写真の他、大森靖子、トミヤマユキコ、ふなっしーとの対談や、「ゆるキャラとアイドル」をテーマにした卒業論文全文等が掲載された。

2021年
- 1月8日、Spotifyにてポッドキャスト「寺嶋由芙の #一途なラジオ」を配信開始。アシスタントはニッポン放送吉田尚記ルーム所属の放送作家・田中嘉人。
- 3月2日、TBS「マツコの知らない世界」に出演。「大学で脱力系キャラの卒論を書き5000以上のグッズを集めるアイドル」として、サンリオキャラクターとご当地キャラクターについてプレゼンした。
- 6月30日、3rdアルバム「サバイバル・レディ」をリリース。
- 8月8日、音楽活動以外の日常を紹介するYouTubeチャンネル「#ゆふちゅーぶ」を開設。
- 10月1日、「一般社団法人無線LANビジネス推進連絡会(通称Wi-Biz)」のアンバサダーに就任。地域防災等に関する広報活動に取り組んでいる。

2022年
- 2月1日、第59回「宣伝会議賞」の一次審査を応募作品3点が通過したことを報告した。通過したのはAntimicrobial Resistance Fighter Coalition(ARFC)、オトバンク、公文教育研究会のキャッチフレーズ。
- 2月26日に浅草公会堂で「寺嶋由芙デビュー8周年記念ライブ『#末広がりのゆっふぃー』」を開催。初披露の「愛ならプロペラ」を含む27曲を歌唱した。
- 3月16日にポムポムプリンとのコラボシングル「ラブ＊ソング」を発売。
- 4月2日にサンリオピューロランドでのワンマンライブを開催。
- 8月7日、参加した『TIF2022』のアイドルクイズ王 決定戦で優勝し、4連覇を果たす。

2023年
- 2月26日、『恋の後味』リリースツアーファイナル #きゅーふらいと にて、つんく♂による楽曲提供の新曲を夏頃リリースすることがサプライズで発表される。
- 7月9日、神田明神ホールで開催された生誕ワンマンライブでつんく♂提供の『大宇宙の無限愛』を初披露。
- 8月6日、参加した『TIF2023』のアイドルクイズ王 決定戦で優勝し、5連覇を果たす。

2024年
- 7月6日、宮城県女川町で開催された生誕ライブにて、女川町観光大使の就任がサプライズで発表され、就任式が執り行われる。
- 8月2日、参加した『TIF2024』のアイドルクイズ王 決定戦で優勝し、6連覇を果たす。

## 人物
大好きな「アイドル」と「ゆるキャラ」をつなぐ「ゆるドル」を体現すべく活動中で、各地のゆるキャラたちと様々なコラボレーションを展開している。現在、【うなりくん・カパル・ササダンゴン・しんじょう君・ふっかちゃん・オカザえもん・ペッカリー・みっけちゃん・有明ガタゴロウ・ちょうせい豆乳くん（研究生）】の10体で「ゆるっふぃ〜ず」を結成。
また、ゆるキャラグランプリ2014、2015、2016、2017、2018、2019、2020では、表彰式の司会を務めた。
2人姉妹の長女で、2歳差の妹とは全く違うタイプで共通の話題が少なかったが、それぞれの好みを尊重していたという。
幼少期からジャズダンスを習っており、中学校で演劇部、高校ではアコースティックギター部に所属していた。
中学校教諭、ならびに高等学校教諭一種免許状［国語］を所持している。
駆け出しの頃は経済状況により、まず千葉のパスタ店や、そこがビル改装で畳まれると都内のカレー店で、いずれもモーニングの時間帯にアルバイトをし、昼は大学へ通い、夜はアイドルとなった。その当時に磨いた接客術は、後にファンとの特典会などにも役立っているという。
2016年5月下旬、ずさんな計画や運営の不手際による惨状が伝説となった『ガールズ・ポップ・フェスティバル in 淡路島』の閑散とした会場において、あえて前向きにファン達と共に楽しむ姿がネットでも評判となり「淡路島の女神」の異名をとった。
トークにも定評があり『@JAM EXPO 2018』では総合司会を務めた。また、自ら配信する『＃ゆっふるーむ』は、SHOWROOMにおける最長寿番組とされる。
2019年後半、宣伝会議が主催するコピーライター養成講座を受講し、修了した。「よなよなエールのキャッチコピーを書こう！」という企画に提出した「ハタチ初日、おつかれさまでした。」という作品は、銀賞を獲得し『ブレーン』同年10月号に掲載された。
2020年には、コロナ禍などに翻弄されるアイドルの労働問題に提言して話題を呼んだ。

### 趣味・嗜好
高校生の頃、チーバくんとの出会いが切っ掛けで、ご当地キャラ、ゆるキャラに傾倒するようになった。大学の卒業論文はアイドルとゆるキャラのもつストーリー性に着目した 「『物語』としてのゆるキャラ」がテーマ。また、ソロデビュー曲「#ゆーふらいと」のMVにも出演したゆるキャラうなりくんを「推し」または「彼氏」と呼ぶこともある。
最も好きなサンリオキャラクターはポムポムプリンで、自宅には大量のグッズが並ぶ。
好きな動物はパンダ。
好きな食べ物はパンケーキ・砂肝・オムライスなど。
ちなみに、寺嶋のライブにおける定番曲の「ぜんぜん」などでは、オリジナルのコール「パンケーキMIX」も発動される。
好きな飲み物はカフェラテ。
好きな入浴剤はクナイプのスミレの香り。
好きな小説家は加藤千恵や朝井リョウなど。
漫画家では浦沢直樹など。
アイドル以外では幼少期からB'zが好きだったことを公言している。
自称・ツイ廃。
2018年には、Twitter社の広告のイメージモデルに起用された。
寺嶋が描くオリジナルキャラクター「だいふく」は、SNS上での公式アカウントとなり告知などを行っている。

## 作品

### シングル
| #  | タイトル | 発売日         | レーベル                   | 品番                               | 形態                                     | 備考                                                |
| -- | --- | -------------- | -------------------------- | ---------------------------------- | ---------------------------------------- | --------------------------------------------------- |
| 1  | #ゆーふらいと | 2014年2月26日  | AVOCADO records            | AVCD-1001 AVCD-1002 AVCD-1003      | CD CD+ブックレット CD+DVD                | 通常盤 初回限定ビジュアル盤 初回限定DVD盤           |
| 1  | - インディーズでのデビューシングル。 - 表題曲：作詞 夢眠ねむ、作曲・編曲 rionos。 - 初回盤の歌詞カードに不備があり、寺嶋本人からお詫びの動画が発表された。 - オリコンウイークリー35位（2014年3月10日付） |                |                            |                                    |                                          |                                                     |
| 2  | カンパニュラの憂鬱 | 2014年8月6日   | ユニバーサルミュージック   | POCS-9060 POCS-9061 POCS-1169      | CD+DVD CD                                | 初回限定盤A 初回限定盤B 通常版                      |
| 2  | - 表題曲：作詞 ジェーン・スー、作曲 rionos。 - オリコンウイークリー34位（2014年8月18日付） |                |                            |                                    |                                          |                                                     |
| 3  | 猫になりたい！ | 2014年12月17日 | ユニバーサルミュージック   | POCS-9076 POCS-1302 POCS-1303      | CD+DVD CD                                | 初回限定盤 通常盤A 通常盤B                          |
| 3  | - 表題曲：作詞 ジェーン・スー、作曲・編曲 rionos。 - ポムポムプリンとコラボレーションした限定パッケージも販売された。 - オリコンウイークリー16位（2014年12月29日付） |                |                            |                                    |                                          |                                                     |
| 4  | ふへへへへへへへ大作戦 | 2015年5月20日  | EMI Records                | UPCH-89206 UPCH-89207 UPCH-80401   | CD+DVD CD                                | 初回盤A 初回盤B 通常盤                              |
| 4  | - メジャーデビュー後、初のシングル。 - 表題曲：作詞 大森靖子、作曲・編曲 rionos。 - オリコンウイークリー24位（2015年6月1日付） |                |                            |                                    |                                          |                                                     |
| 5  | いやはや ふぃ〜りんぐ | 2015年11月11日 | ＃Yuffy_Store              | POCS-1373 POCS-1374 POCS-9109      | CD CD+グッズ（オリジナルチェキホルダー） | 通常盤A 通常盤B 初回生産限定盤                      |
| 5  | - 表題曲：作詞 寺嶋由芙 、作曲・編曲 鶴﨑輝一 。 - 表題曲は「寺嶋由芙 with ゆるっふぃ〜ず」名義。 - カップリングは「ぼくらの日曜日」。寺嶋由芙本人と、詩人の文月悠光が共同で作詞。 - 別ジャケットの「UNIVERSAL MUSIC STORE限定盤」も販売されている。 - オリコンウイークリー21位（2015年11月23日付） |                |                            |                                    |                                          |                                                     |
| 6  | 天使のテレパシー | 2017年3月22日  | テイチクエンタテインメント | TECI-548 TECI-549 TECI-550         | CD                                       | 初回限定盤A 初回限定盤B 通常盤                      |
| 6  | - テイチク移籍後の初シングル。 - 表題曲：作詞 真部脩一、作曲 宮野弦士。 - カップリングは演歌「終点、ワ・タ・シ。」と「みどりの黒髪」。 - 「終点、ワ・タ・シ。」：作詞・作曲 町あかり、三味線演奏 川嶋志乃舞。 - 「みどりの黒髪」：作詞・作曲 ヤマモトショウ、編曲 rionos。 - オリコンウイークリー23位（2017年4月3日付） |                |                            |                                    |                                          |                                                     |
| 7  | わたしを旅行につれてって | 2017年7月12日  | テイチクエンタテインメント | TECI-568 TECI-569 TECI-570         | CD＋DVD CD                               | 初回限定盤A 初回限定盤B 通常盤                      |
| 7  | - 表題曲：作詞 いしわたり淳治、作曲 望月ヒカリ。 - カップリングは「夏'n ON-DO」、「夏色のナンシー」。 - 「夏'n ON-DO」：作詞 増子直純・作曲 上原子友康（怒髪天）、増子と成瀬瑛美が合いの手で参加。 - オリコンウイークリー20位（2017年7月24日付） |                |                            |                                    |                                          |                                                     |
| 8  | 知らない誰かに抱かれてもいい | 2017年11月8日  | テイチクエンタテインメント | TECI-588 TECI-589 TECI-590         | CD＋DVD CD                               | 初回限定盤A 初回限定盤B 通常盤                      |
| 8  | - 表題曲：作詞 いしわたり淳治、作曲 藤田卓也。 - カップリングは「世界で一番かわいい君へ」、「好きがはじける」。 - 「世界で一番かわいい君へ」：作詞 ヤマモトショウ・作曲 芹沢和則。 - 「好きがはじける」：作詞 ミナミトモヤ・作曲 ミナミトモヤ。 |                |                            |                                    |                                          |                                                     |
| 9  | 君にトロピタイナ | 2018年10月17日 | テイチクエンタテインメント | TECI-636 TECI-637 TECI-638         | CD＋DVD CD                               | 初回限定盤A 初回限定盤B 通常盤                      |
| 9  | - 表題曲：作詞作曲 西寺郷太。 |                |                            |                                    |                                          |                                                     |
| 10 | いい女をよろしく | 2019年4月17日  | テイチクエンタテインメント | TECI-668 TECI-669 TEC-108・TEC-110 | CD＋DVD CD+DVD+5周年記念限定ブックレット | 初回限定盤 通常盤 5周年記念盤（オンライン限定発売） |
| 10 | - 表題曲：作詞 児玉雨子、作曲 庄司裕、編曲 rionos。 |                |                            |                                    |                                          |                                                     |
| 11 | 恋の大三角関係 | 2019年9月18日  | テイチクエンタテインメント | TECI-693 TECI-694                  | CD＋DVD CD                               | 初回限定盤 通常盤                                   |
| 11 | - 表題曲：作詞 zopp、作曲 藤田卓也。なお，振付は「虹のコンキスタドール」の的場華鈴。 - カップリングは「君も好きだったんだね、夏」 「君も好きだったんだね、夏」：作詞 寺嶋由芙／ヤマモトショウ・作曲 宮野弦士。 |                |                            |                                    |                                          |                                                     |
| 12 | #ゆーふらいとII | 2020年2月26日  | テイチクエンタテインメント | TECI-717 TECI-718                  | CD+Blu-ray CD                            | 初回限定盤 通常盤                                   |
| 12 | - 表題曲：作詞 夢眠ねむ、作曲・編曲 rionos。 - カップリングは「ぜんぜん（2020 ver.）」（限定盤、通常盤共通）、「#ゆーふらいとII -Off Vocal-」、「ぜんぜん（2020 ver.） -Off Vocal-」、「ブラザー」（通常盤のみ） 「ぜんぜん（2020 ver.）」：作詞・作曲 ヤマモトショウ、編曲 rionos。 「ブラザー」：作詞・作曲・編曲 RINZO。 - 初回限定盤のBlu-rayは、2019年7月7日に行われた「ゆっふぃーらんらんコンサート」のダイジェスト版を収録。 |                |                            |                                    |                                          |                                                     |
| 13 | みんな迷子／あたらしいわたし | 2020年12月16日 | テイチクエンタテインメント | TECI-756 TECI-757                  | CD+DVD CD                                | 初回限定盤 通常盤                                   |
| 13 | みんな迷子／あたらしいわたし | 2021年04月28日 | ASPEQ                      | ASPQ-0021                          | 7inchアナログレコード                    | 限定盤                                              |
| 13 | - 「みんな迷子」」：作詞 松井五郎、作曲・編曲 山川恵津子。「あたらしいわたし」：作詞 加藤千恵、作曲・編曲 宮野弦士。 - カップリングは「わたしを旅行につれてって “Yufu Terashima Acoustic Live〜推しは秋色〜” Ver.」、「君も好きだったんだね、夏 “Yufu Terashima Acoustic Live〜推しは秋色〜” Ver.」、 「101回目のファーストキス “Yufu Terashima Acoustic Live〜推しは秋色〜” Ver.」、「天使のテレパシー “Yufu Terashima Acoustic Live〜推しは秋色〜” Ver.」（限定盤のみ）、 「みんな迷子 -Off Vocal-」、「あたらしいわたし -Off Vocal-」、「わたしになる “Yufu Terashima Acoustic Live〜推しは秋色〜” Ver.」（通常盤のみ） |                |                            |                                    |                                          |                                                     |
| 14 | ラブ＊ソング | 2022年3月16日  | テイチクエンタテインメント | TECI-784 TECI-785                  | CD+DVD CD                                | 初回限定盤 通常盤                                   |
| 14 | - 表題曲：作詞 寺嶋由芙・ヤマモトショウ、作曲 竹内サティフォ（ONIGAWARA)、編曲 rionos。なお、振付はサンリオピューロランドライブエンターテイナー（ダンサー）の中島有香。 - カップリングは「愛ならプロペラ」（限定盤、通常盤共通）、「ラブ＊ソング -Off Vocal-」、「愛ならプロペラ -Off Vocal-」（初回限定盤のみ） 「愛ならプロペラ」：作詞 松井五郎、作曲・編曲 藤田卓也。 |                |                            |                                    |                                          |                                                     |
| 15 | 恋の後味 | 2022年12月14日 | テイチクエンタテインメント | TECI-918 TECI-919                  | CD+DVD CD                                | 初回限定盤 通常盤                                   |
| 15 | - 表題曲：作詞 いしわたり淳治、作曲・編曲 ジャンク フジヤマ・神谷樹。 - カップリングは、西寺郷太とのデュエットで「渋谷で５時」のカバー（限定盤・通常盤共通）、「恋の後味 -Off Vocal-」、「渋谷で５時 -Off Vocal-」（通常盤のみ） 「渋谷で５時」：作詞 朝水彼方、作曲 鈴木雅之、編曲 松井寛。 - 初回限定盤に同梱されるDVDには、2022年7月10日に開催された「寺嶋由芙生誕ワンマンライブ2022～わたしより張り切っている横顔に祝われながら夏がはじまる～ supported by JOYSOUND 」のライブ映像が収録される。 |                |                            |                                    |                                          |                                                     |
| 16 | 大宇宙の無限愛 | 2023年8月30日  | テイチクエンタテインメント | TECI-940 TECI-941                  | CD+DVD CD                                | 初回限定盤 通常盤                                   |
| 16 | - 表題曲：作詞・作曲 つんく、編曲 平田祥一郎。 - カップリングは、松浦亜弥の「気がつけば あなた」のカバー（限定盤・通常盤共通）、「大宇宙の無限愛 -Off Vocal-」、「気がつけば あなた -Off Vocal-」（通常盤のみ） 「気がつけば あなた」：作詞・作曲 つんく、編曲 大林亮三（SNABAGUN.）。 - 初回限定盤に同梱されるDVDには、2023年7月9日に開催された「#神現場のゆっふぃー」で「大宇宙の無限愛」が初披露された時のライブ映像およびレコーディング風景が収録される。 |                |                            |                                    |                                          |                                                     |
| 17 | Bad girls go everywhere | 2025年3月9日   | AVOCADO records            | AVOC-1004                          | CD                                       | 通常盤                                              |
| 17 | - 表題曲：作詞 宇垣美里、作曲 ヤマモトショウ、編曲 Wink Music Service・岡田ユミ。 - カップリングは、観光大使を務める宮城県女川町公式キャラクターシーパルちゃんのテーマソング「女川町のシーパルちゃん」 「女川町のシーパルちゃん」：作詞 寺嶋由芙、作編曲 加藤綾太（ポニーテールスクライム）。 |                |                            |                                    |                                          |                                                     |

### アルバム
| #   | タイトル                              | 作詞 | 作曲・編曲 |
| --- | ------------------------------------- | ---- | ---------- |
| 1.  | 「わたしになる」                      |      |            |
| 2.  | 「ふへへへへへへへ大作戦」            |      |            |
| 3.  | 「好きがはじまる」(re-vocal version)  |      |            |
| 4.  | 「カンパニュラの憂鬱」                |      |            |
| 5.  | 「オブラート・オブ・ラブ」            |      |            |
| 6.  | 「猫になりたい！」                    |      |            |
| 7.  | 「いやはや ふぃ〜りんぐ」             |      |            |
| 8.  | 「ゆるキャラ舞踏会」                  |      |            |
| 9.  | 「初恋のシルエット」(strings version) |      |            |
| 10. | 「101回目のファーストキス」           |      |            |
| 11. | 「ぜんぜん」                          |      |            |
| 12. | 「まだまだ」                          |      |            |
| 13. | 「好きがこぼれる」                    |      |            |
| 14. | 「#ゆーふらいと」(re-load version)    |      |            |

| #   | タイトル                                    | 作詞 | 作曲・編曲 |
| --- | ------------------------------------------- | ---- | ---------- |
| 1.  | 「きみが散る」                              |      |            |
| 2.  | 「知らない誰かに抱かれてもいい」(Album mix) |      |            |
| 3.  | 「君より大人」                              |      |            |
| 4.  | 「結婚願望が止まらない」                    |      |            |
| 5.  | 「天使のテレパシー」                        |      |            |
| 6.  | 「背中のキッス」                            |      |            |
| 7.  | 「終点、ワ・タ・シ。」                      |      |            |
| 8.  | 「夏'n ON-DO」                              |      |            |
| 9.  | 「たぶん…」                                 |      |            |
| 10. | 「わたしを旅行につれてって」                |      |            |
| 11. | 「好きがはじける」                          |      |            |
| 12. | 「みどりの黒髪」                            |      |            |
| 13. | 「コンプレックスにさよなら」                |      |            |
| 14. | 「世界で一番かわいい君へ」                  |      |            |

| #   | タイトル                     | 作詞 | 作曲・編曲 |
| --- | ---------------------------- | ---- | ---------- |
| 1.  | 「あたらしいわたし」         |      |            |
| 2.  | 「サバイバル・レディ」       |      |            |
| 3.  | 「恋の大三角関係」           |      |            |
| 4.  | 「冬みたい、夏なのに。」     |      |            |
| 5.  | 「君も好きだったんだね、夏」 |      |            |
| 6.  | 「君にトロピタイナ」         |      |            |
| 7.  | 「Best Honey」               |      |            |
| 8.  | 「Last Cinderella」          |      |            |
| 9.  | 「みんな迷子」               |      |            |
| 10. | 「彼氏ができたの」           |      |            |
| 11. | 「いい女をよろしく」         |      |            |
| 12. | 「#ゆーふらいとII」          |      |            |
| 13. | 「仮縫いのドレス」           |      |            |

### ライブ会場限定CD
- 好きがはじまる（2014年8月1日、ユニバーサルミュージック：PROP-1020）
  - ジャケットは岸田メルの描き下ろしイラスト。
  - 1,000枚限定であったが、2014年12月10日よりiTunesとレコチョクで配信が開始された。
  - | #  | タイトル               | 作詞 | 作曲・編曲 |
| -- | ---------------------- | ---- | ---------- |
| 1. | 「好きがはじまる」     |      |            |
| 2. | 「ゆる恋」             |      |            |
| 3. | 「contrast」           |      |            |
| 4. | 「ヒロインになりたい」 |      |            |
- 好きがはじまるII（2015年2月8日、ユニバーサルミュージック：AVOC-1004）
  - | #  | タイトル                       | 作詞 | 作曲・編曲 |
| -- | ------------------------------ | ---- | ---------- |
| 1. | 「ジュリエットのパラドックス」 |      |            |
| 2. | 「恋人だったの」               |      |            |
| 3. | 「お願いバッカス」             |      |            |
| 4. | 「好きがこぼれる」             |      |            |
| 5. | 「初恋のシルエット」           |      |            |
| 6. | 「楓」                         |      |            |
- Yufu Terashima Acoustic（2021年3月21日）
  - 翌月中頃、ゆっふぃーOfficial Shopでも限定販売。
  - | #  | タイトル             | 作詞 | 作曲・編曲 |
| -- | -------------------- | ---- | ---------- |
| 1. | 「あたらしいわたし」 |      |            |
| 2. | 「みんな迷子」       |      |            |
| 3. | 「天使のテレパシー」 |      |            |
| 4. | 「わたしになる」     |      |            |

### コラボシングル
- HOTARU（2014年7月2日、avex）- ユフ♬マリ
  - 配信シングル
- 君が笑えば恋なのです（2015年2月25日、PROJ-5016）- ゆふぃたす（「ゆふぃたす」はふぇのたすとのコラボ）
  - ヴィレッジヴァンガード下北沢店限定販売
  - | #  | タイトル                               | 作詞 | 作曲・編曲 |
| -- | -------------------------------------- | ---- | ---------- |
| 1. | 「ぜんぜん」(ふぇのたす ver.)          |      |            |
| 2. | 「ヘッドホンガール」(寺嶋由芙 ver.)    |      |            |
| 3. | 「さよならまでが恋愛です」(ゆふぃたす) |      |            |
- ちょっとだけエトランゼ 岡崎たび編（2021年7月10日、公開・配布）- OKAZAEMON & Yufu Terashima[注 5]
  - オカザえもん10周年記念ソング。4Ver.入り。
  - 『寺嶋由芙 生誕ライブ2021』でCDを無料配布[注 6]。

### ユニット

#### simpαtix
- いたいあまいキス/すき、いまあいたい（2020年5月27日、payayaam records）
  - CDシングル（両A面）3形態
- バーチャル・ラブストーリー（2020年5月27日公開）- MV

#### Charat
- One Charat（2020年7月26日）- 5曲入り 1st Mini Album
- にまいめ。（2021年5月15日）- 5曲入り 2nd Mini Album

### コンピレーションなど
- Ultimate!! Girls Revolution1（2011年4月4日、Massaman Records）- 寺嶋ゆふ名義、限定1000枚[62]
- Disney Rocks!!! Girl's Power!（2014年1月22日、WALT DISNEY RECORDS：AVCW-63008）- 覆面参加
- 大森靖子/洗脳（2014年12月3日、avex trax：AVCD-93072/B、AVCD-93073/B、AVCD-93074）- 収録曲「イミテーションガール」にゲストボーカルで参加（「Team ミスiD」名義）
- missiD2013-2014/ColorfuLoop（SOUNDCLOUD上で一部を公開。）ミスiD2014としてボーカル参加。
- missiD2013-2015/ColorfuLoop（SOUNDCLOUD上でフル公開。）ミスiD2014としてボーカル参加。
- うそつき・トマト「ベジタブル・ラブ」MVに出演。

### その他の楽曲
- かまたんが来る♪（2017年5月、鎌ケ谷市 市民生活部 農業振興課）
  - 作詞作曲 望月義方、編曲 rionos
  - 鎌ヶ谷市のマスコットキャラクター「かまたん」のDVD挿入歌[63]。

### タイアップ
- 猫になりたい！（2014年12月、テレビ東京「プレミアMelodiX!」）- エンディングテーマ
- 夏色のナンシー（2017年3月 - 、ロート製薬「スキンアクア」）- CMソング
- ブラザー（2020年2月 - 、ブラザー工業）PRソング[64]
- みんな迷子（2021年1月、札幌テレビ『ジョシスタ あいく的』オープニングテーマ）
- みんな迷子（2020年1月、福島中央テレビ『二畳半レコード』エンディングテーマ）

### 映像作品
- 寺嶋由芙 生誕ワンマンライブ 〜夏色のゆっふぃー〜 Supported by japanぐる〜ヴ（BS朝日）（LIVE DVD、2017年12月20日発売、テイチクエンタテインメント、TEBI-50496）
  - 2017年7月8日に行われたライブの模様、全19曲を収録。さらに特典映像として2016年に行われた『寺嶋由芙 Solo Live 2016 〜わたしになる〜』のダイジェストも収録。
- 寺嶋由芙 生誕ライブ2021 LIVE Blu-ray ～物見遊山＆好機到来～（LIVE Blu-ray、2021年10月13日発売、テイチクエンタテインメント、TEI-206）
  - 2021年7月10日に行われたライブの模様、全28曲を収録。
- 寺嶋由芙 デビュー8周年記念ライブBlu-ray 『#末広がりのゆっふぃー』 at 浅草公会堂（LIVE Blu-ray、2022年6月15日発売、テイチクエンタテインメント、TEI-249）
  - 2022年2月16日に行われたライブの模様、全27曲を収録。
- 寺嶋由芙ソロデビュー10周年記念ライブBlu-ray～#神現場のゆっふぃー & #じゅーふらいと～（LIVE Blu-ray、2024年9月25日発売、テイチクエンタテインメント、TEI-309）
  - 2023年7月9日および2024年2月23日に行われたライブの模様、全45曲（内7曲はメドレー）を収録。

## ワンマンライブ
| タイトル | 公演日                                                                                      | 会場名 （全公演数） | 備考 |
| --- | ------------------------------------------------------------------------------------------- | --- | --- |
| Yufu Terashima 1st Solo Live『#Yufu Flight』                                                                                      | 2015年2月8日                                                                                | 渋谷WWW （全1公演） | ソロデビュー後、初のワンマンライブ。 |
| #Yufu Flight at Osaka | 2015年4月12日                                                                               | ロフトプラスワン ウエスト （全1公演）                                                                                           | |
| #寺嶋由芙お誕生日大作戦〜あんまり年女をなめないで〜                                                                               | 2015年7月5日                                                                                | 原宿アストロホール （全1公演）                                                                                                  | 生誕ライブ。 |
| 夜の学校で特別補習！ | 2015年10月8日 2015年11月12日                                                                | 3331 Arts Chiyoda （各1公演/全2公演）                                                                                           | 寺嶋由芙本人による「講義」とライブの二部制。 初回（10月8日）の講義テーマは「アイドル現場における『口上』の分析」。 2回（11月12日）の講義テーマは「伊勢物語九段を読む」。                                                                             |
| 寺嶋由芙 スペシャルライブ in サンリオピューロランド                                                                               | 2015年11月3日                                                                               | サンリオピューロランド・ ディスカバリーシアター （全1公演）                                                                     | |
| 寺嶋由芙 LIVE TOUR 2015 いーくーよ、ほいっ。                                                                                      | 2015年12月6日 2015年12月12日 2015年12月13日                                                 | 代官山UNIT OSAKA MUSE ell.SIZE （各2公演/全6公演）                                                                              | 『いやはや ふぃ〜りんぐ』をひっさげ東名阪を巡る自身初のツアー。 |
| #粉ドル ゆっふぃー先生の公開花嫁修行                                                                                              | 2016年4月2日                                                                                | 京都SOLE CAFE （全1公演） | 寺嶋由芙によるパンケーキ実習とワンマンライブの二部制。 |
| 寺嶋由芙 Solo Live 2016〜わたしになる〜 (ﾟωﾟ)                                                                                     | 2016年7月8日                                                                                | 新宿BLAZE （全1公演） | 生誕ライブ。 『ゆるっふぃ〜ず』と共演 |
| ゆふ年くる年 〜2016→2017〜 | 2016年12月31日 ‐2017年1月1日                                                                | 原宿ストロボカフェ （全1公演）                                                                                                  | 自身初の年越しカウントダウンライブ。 |
| ピピピっのレッツぐる〜ヴ | 2017年3月26日                                                                               | 品川プリンスホテル Club eX （全1公演）                                                                                          | ピンクのゆるキャラ7体と、『有明ガタゴロウ』と共演 三味線演奏は「川嶋志乃舞」。 |
| 寺嶋由芙ワンマンライブ〜夏色のゆっふぃー〜                                                                                        | 2017年7月8日                                                                                | 新宿BLAZE （全1公演） | 生誕ライブ。Supported by japanぐる〜ヴ（BS朝日）。 |
| ワンマンツアー『寺嶋由芙の会いに行くつもり』 supported by japanぐる〜ヴ(BS朝日)                                                   | 2017年10月14日                                                                              | LIVE HOUSE ANGA（千葉） | ゲスト ホヌッピー、ピーくん、狭山ぶ～茶。 |
| ワンマンツアー『寺嶋由芙の会いに行くつもり』 supported by japanぐる〜ヴ(BS朝日)                                                   | 2017年10月28日                                                                              | LIVEHOUSE CB（福岡） | ゲスト 有明ガタゴロウ with 青木理奈。 |
| ワンマンツアー『寺嶋由芙の会いに行くつもり』 supported by japanぐる〜ヴ(BS朝日)                                                   | 2017年10月29日                                                                              | CAVE BE（広島） | ゲスト 呉氏。 |
| ワンマンツアー『寺嶋由芙の会いに行くつもり』 supported by japanぐる〜ヴ(BS朝日)                                                   | 2017年11月4日                                                                               | enn 2nd（仙台） | ゲスト ざおうさま、髙橋麻里。 サプライズゲスト 笹木君。 |
| ワンマンツアー『寺嶋由芙の会いに行くつもり』 supported by japanぐる〜ヴ(BS朝日)                                                   | 2017年11月5日                                                                               | SOUND CRUE（札幌） | ゲスト ユニ殿、そらち姫、ほくにっち君、とっけ。 |
| ワンマンツアー『寺嶋由芙の会いに行くつもり』 supported by japanぐる〜ヴ(BS朝日)                                                   | 2017年11月16日                                                                              | OSAKA RUIDO（大阪） | ゲスト みっけちゃん、ドンファン。 |
| ワンマンツアー『寺嶋由芙の会いに行くつもり』 supported by japanぐる〜ヴ(BS朝日)                                                   | 2017年11月17日                                                                              | RAD HALL（名古屋） | ゲスト こにゅうどうくん、こもしか、とち介、MiSOメン、ちりゅっぴ。 |
| ワンマンツアー『寺嶋由芙の会いに行くつもり』 supported by japanぐる〜ヴ(BS朝日)                                                   | 2017年12月17日                                                                              | 東京キネマ倶楽部（東京） | ゲスト 稲敷いなのすけ、カムロちゃん、カメレちゃん、カンフーキャットゴロちゃん、ダス犬、ちょうせい豆乳くん、またたびくん。 |
| ゆふ年くる年 〜2017→2018〜 | 2017年12月31日 ｰ 2018年1月1日                                                               | 恵比寿CreAto | |
| #ゆふぃすとおにゃのこ部 決起集会 ♪いつも本当にありがとうかわいくて優しいみんなが 大好きだよ、初めての女子限定イベント楽しもうね♪♪ | 2018年3月3日                                                                                | 錦糸町rebirth | 自身初の女子限定イベント。 |
| ゆふぃすと男子部のイベント | 2018年5月5日                                                                                | 渋谷チェルシーホテルHELSEA HOTEL                                                                                                | 自身初の男子限定イベント。 |
| 寺嶋由芙のレッツぐる〜ヴが止まらない                                                                                              | 2018年4月1日                                                                                | 品川プリンスホテル Club eX | DEARSTAGE WEEK supported by japanぐる〜ヴ(BS朝日) DAY7 第二部。 全国各地のキャラ10体と共演。 |
| レッツぐる〜ヴでハッピーバースデー！                                                                                              | 2018年7月6日                                                                                | 東京キネマ倶楽部 | 生誕ライブ。supported by japanぐる〜ヴ（BS朝日） 公開収録パート内の映画紹介コーナーに映画評論家の松崎健夫と添野知生、トークコーナーに鈴木慶一、ライブパートにGOOD BYE APRILがゲスト出演。                                                            |
| Yufu Terashima 5th Anniversary Live 〜以前よく見たあの人も 通い続けるこの人も〜                                                   | 2018年10月21日                                                                              | 渋谷ストリームホール | supported by japanぐる〜ヴ(BS朝日) |
| TERASHIMA KAWAII FESTIVAL vol.1                                                                                                   | 2018年12月21日                                                                              | 新宿ReNY | 自身初の主催フェス。 ゲスト 原田珠々華、虹のコンキスタドール、rionos、二丁目の魁カミングアウト、妄想キャリブレーション |
| ゆっふぃーらんらんコンサート | 2019年7月7日                                                                                | 日テレらんらんホール | 生誕ライブ。 ゲスト コウメ太夫 |
| TERASHIMA KAWAII FESTIVAL vol.2                                                                                                   | 2019年12月15日                                                                              | 横浜ブロンテ | 主催フェス第2弾。 ゲスト simpatix、みきちゅ、さんみゅ〜、ENGAG.ING、クマリデパート。 |
| 生誕ライブ 前編：〜選んだヲタには福来たる編〜 後編：〜何が出るかな？福袋偏〜                                                      | 2020年7月11日                                                                               | 浅草雷5656会館 | RakutenTVで生配信 |
| 東名阪ツアー2020 あたらしいゆっふぃー                                                                                             | 2020年11月8日                                                                               | クラブ月世界（神戸） | |
| 東名阪ツアー2020 あたらしいゆっふぃー                                                                                             | 2020年11月15日                                                                              | ボトムライン（名古屋） | |
| 東名阪ツアー2020 あたらしいゆっふぃー                                                                                             | 2020年11月29日                                                                              | 渋谷ストリームホール（東京） | 新型コロナウイルス感染症の状況を鑑みて無観客配信ライブに変更された。 |
| Yufu Terashima Acoustic Tour〜お待たせ！春の推し祭り〜                                                                            | 2021年3月21日                                                                               | duo MUSIC EXCHANGE（東京） | 宮野弦士とともに全4か所を回るアコースティックライブツアー。 |
| Yufu Terashima Acoustic Tour〜お待たせ！春の推し祭り〜                                                                            | 2021年3月27日                                                                               | 大須演芸場（名古屋） | 宮野弦士とともに全4か所を回るアコースティックライブツアー。 |
| Yufu Terashima Acoustic Tour〜お待たせ！春の推し祭り〜                                                                            | 2021年4月3日                                                                                | GOLDSTONE（小樽） | 宮野弦士とともに全4か所を回るアコースティックライブツアー。 |
| Yufu Terashima Acoustic Tour〜お待たせ！春の推し祭り〜                                                                            | 2021年4月11日                                                                               | 紫明会館（京都） | 宮野弦士とともに全4か所を回るアコースティックライブツアー。 |
| 寺嶋由芙生誕ライブ2021 | 2021年7月10日                                                                               | 品川プリンスホテル ステラボール                                                                                                 | 第1部〜物見遊山〜 第2部〜好機到来〜 |
| 寺嶋由芙デビュー8周年記念ライブ『#末広がりのゆっふぃー』                                                                          | 2022年2月26日                                                                               | 台東区立浅草公会堂 | 浅草新仲見世商店街キャラクターの浅草新にゃかと、テイチクエンタテインメント公式キャラクターのこぶしまるが前座として登場。 |
| 寺嶋由芙スペシャルライブ in サンリオピューロランド2022 〜推しのお祝いはヲタクのお祝い〜                                           | 2022年4月2日                                                                                | サンリオピューロランド・ フェアリーランドシアター                                                                               | ゲスト ポムポムプリン（1部・2部） ハンギョドン（1部） みんなのたあ坊（2部） |
| 寺嶋由芙生誕ワンマンライブ2022〜わたしより張り切っている横顔に祝われながら夏がはじまる〜                                          | 2022年7月10日                                                                               | TOKYO FMホール | 生誕ライブ。supported by JOYSOUND |
| Yufu Terashima Acoustic Live 2022 〜恋の後味～                                                                                    | 2022年11月27日                                                                              | 京都府庁旧本館・旧議場（京都）                                                                                                  | 宮野弦士とともに回るアコースティックライブツアー第2弾。 |
| Yufu Terashima Acoustic Live 2022 〜恋の後味～                                                                                    | 2022年12月18日                                                                              | 下北沢440（東京） | 宮野弦士とともに回るアコースティックライブツアー第2弾。 |
| 寺嶋由芙『恋の後味』リリースツアー2023                                                                                            | 2023年1月9日                                                                                | cube garden（札幌） | ともに分かち合おう編 ゲスト 青木千春、Hau.。 |
| 寺嶋由芙『恋の後味』リリースツアー2023                                                                                            | 2023年1月28日                                                                               | RAD HALL（名古屋） | ともに分かち合おう編 ゲスト fishbowl。 ひとり噛み締め編（ワンマンライブ） |
| 寺嶋由芙『恋の後味』リリースツアー2023                                                                                            | 2023年2月4日                                                                                | ライブハウス秘密（福岡） | ともに分かち合おう編 ゲスト 涼本理央那、有明ガタゴロウ。 |
| 寺嶋由芙『恋の後味』リリースツアー2023                                                                                            | 2023年2月5日                                                                                | Music Club JANUS（大阪） | ともに分かち合おう編 ゲスト MAINAMIND、クリトリック・リス。 ひとり噛み締め編（ワンマンライブ） |
| 寺嶋由芙『恋の後味』リリースツアー2023                                                                                            | 2023年2月26日                                                                               | 浅草雷5656会館（東京） | ツアーファイナル #きゅーふらいと ゲスト うなりくん、トコろん、はねぴょん。 |
| #神現場のゆっふぃー | 2023年7月9日                                                                                | 神田明神ホール | 生誕ライブ。 オープニングアクト ドドん。 サプライズゲスト みっけちゃん。 |
| 寺嶋由芙ソロデビュー10周年感謝祭～#じゅーふらいと～ supported by JOYSOUND                                                         | 2024年2月23日                                                                               | ニッショーホール | デビューシングル『#ゆーふらいと』リリース10年を記念したワンマンライブ。 オープニングアクト ユフ♬マリ ゲスト GOOD BYE APRIL、宮野弦土、うなりくん、こぶしまる、ジョイオンプー（JOYSOUND公式キャラクター）                                             |
| 女川町観光協会共催！寺嶋由芙生誕ライブ2024 〜 #女川ゆっふぃー祭り 〜                                                              | 2024年7月6日                                                                                | 女川町生涯学習センターホール | 生誕ライブ。 前述の通り、アンコールにて女川町観光大使への就任発表と就任式が行われた。 ゲスト シーパルちゃん、須田善明（女川町長）、髙橋正樹（女川町観光協会会長）                                                                                    |
| 寺嶋由芙ソロデビュー11周年記念ツアー〜いい旅・ゆふ気分〜                                                                          | 2025年2月24日（東京）、3月15日（神戸）、16日（名古屋）、23日（女川）、4月26日、27日（札幌） | TIAT SKY HALL（東京）、クラブ月世界（神戸）、のぶながホール（名古屋）、女川町生涯学習センターホール（女川）、SOUND CRUE（札幌） | 新曲「Bad girls go everywhere」がサプライズで初披露された。 ゲスト・うなりくん、トコろん、はねぴょん（東京）・星のあまん、元気もりもり！もりやマン（神戸）・みっけちゃん、こにゅうどうくん（名古屋）・シーパルちゃん、普代村・昆布ブラザーズ（女川） |

## 出演

### テレビ番組
- みうらじゅん&安斎肇のゆるキャラに負けない!（2015年3月1日 - 2016年12月27日）、TOKYO MX2ほか）- ナビゲーター[5]
- japanぐる〜ヴ 体感！エンタメ情報（2015年10月4日未明 - 2019年7月14日未明、BS朝日）- ナレーター&ナビゲーター[67]
- 監獄学園-プリズンスクール-（2015年10月26日 - 12月21日、MBS / 2015年10月28日 - 12月23日、TBS） - 田中マユミ 役
- 第2のアレ（2016年10月25日‐、 テレビ東京）
- ゆるキャラQ（2017年7月8日 - 12月23日、東海テレビほか）-「ゆるキャラに負けない！」のリニューアル番組。
- 御朱印グルメぐり（2018年7月1日‐、チャンネル296）[68][69]
- 超逆境クイズバトル!! 99人の壁 SP（2019年3月2日・4月27日、フジテレビ）
- 戦え！クラッキクロニクル（2020年2月13日 - 3月26日、BSスカパー！）- MCアシスタント
- Go To ニッポン#5〜7,#11〜14（2021年1月‐、東海テレビ）旅人/ナレーションとして出演。
- マツコの知らない世界（2021年3月2日・6月1日、TBS）- 「サンリオキャラクターの世界[70]」「ヲタ活SP」に出演。
- 先人たちの底力 知恵泉（ちえいず）（2023年1月10日、NHK Eテレ）

### 配信番組
- #ゆっふるーむ（2014年1月29日 - 毎水曜日22時～、SHOWROOM）[71]
- 寺嶋由芙のグレウサプロデュース大作戦（2014年10月28日 ‐ 2016年4月19日、NEOstation.TV）
- ミスiDゴールド（LoGiRL、2015年）
- ゆっふぃーのキャラさんぽ(ﾟωﾟ)♪（2015年10月23日 - 12月13日、毎日更新、YouTube ボンボンTV）-「キャラさんナビゲーター」として全国のご当地キャラを紹介[72]。
- Rakuten Shopping Live TV（2017年8月24日・9月27日・11月20日・12月21日・2018年4月3日 - 8月28日毎週火曜、楽天市場・YouTube Live）- お買い物トーク番組[73]
- メジャーガール 〜デビューはお手のもの〜（2020年4月8日 - 6月10日、LINE NEWS VISION）- やついいちろう×野﨑 浩貴によるフェイクドキュメンタリー。第5話・第6話。音楽番組MCの寺嶋由芙 役

### ラジオ
- 寺嶋由芙のまじめなラジオ放送Chu☆（2019年4月5日 - 9月27日、FM富士）- Chu☆Oh!Dollyがアシスタントに付く。
- ラジオiNEWS（2019年9月12日・2020年10月29日、ラジオNIKKEI第1）- メインパーソナリティー
- ブラザー工業 Share The Music Story（2020年7月5日 - 9月27日、FM AICHI）- パーソナリティー
- 支局記者が語る地域再生（2022年10月25日 - 毎週火曜日、ラジオNIKKEI第1）- パーソナリティー

#### ネットラジオ
- コウメ太夫のチクポーレディオ（2014年1月22日 - 、YouTube コウメ太夫のちゃんちゃかチャンネル）- アシスタント
- ゆふゆると〜く2019♪（2019年11月18日 - 12月9日、JFN PARK）
- 寺嶋由芙の#一途なラジオ（2021年1月14日 - 、不定期）- ポッドキャスト配信。作家兼アシスタントには田中嘉人。

#### その他の放送メディア
- 「TS ONE UNITED」寺嶋由芙のしゃべりまくる1時間（TS ONE、2017年11月 毎週火曜、全4回）

### 映画
- MOOSIC LAB 2012『アイドル・イズ・デッド』（2012年、監督：加藤行宏）
- おとぎ話みたい（2013年、監督：山戸結希）
- アイドル･イズ･デッド ノンちゃんのプロパガンダ大戦争（2014年1月11日、監督：加藤行宏）

### 舞台
- ROCK OPERA PRECIOUS STONE（2015年1月22日 - 25日）- 綾乃 役

### ゲーム
- はじける！ご当地キャラクター&ポップ[74] - ガイドキャラクター 役（入江麻衣子とW出演）
- GIRLS BEAT STAGE!（ガールズビートステージ♪）（2018年12月 - ）[75]
- GMOプレイミュージック#アイコイノート（2020年4月27日、GMOプレイミュージック）[76]

### ミュージックビデオ
- 「ベジタブル・ラブ」/ うそつき・トマト（2016年7月、YouTube）
- 『TWILIGHT IN CITY 〜for lovers only〜』/ DEEN（2021年6月23日 - 、順次公開）- アルバム収録各曲のティザー映像のキャスト。
- 「ポートレイト・ラヴソング」 / GOOD BYE APRIL（2025年4月5日、YouTube）[77]

### CM
- ブラザー工業「JOYSOUNDはブラザー」篇（2019年12月13日 - ）- 歌唱出演

### Web広告
- Twitter「#StartWithThem - いま知られる。すぐ広がる。もっと愛される。-」（2018年9月 - 10月、Twitter[58]）- イメージモデル
- はぴだんぶい & d fashionおよびMAGASEEK（2021年5月10日 - ）-「大人が楽しめるサンリオキャラクターアイテム」をテーマにした、サンリオ初の男のコのキャラクターユニット「はぴだんぶい」のコラボアイテムの、イメージモデルに就任[78]。

### キャンペーン・コラボなど
- 時代劇専門チャンネル「ゆっふぃー×若 WAKA SAMURAI PROJECT」（2019年3月 - 、日本映画放送）- コラボグッズ制作など
- MINT NeKO TOKYO 2周年記念Tシャツ（2019年6月）- デザイン

## 書籍
- まじめ（2020年12月19日、株式会社blueprint）

### 雑誌連載
- ゆっふぃーの真面目な対談、真面目に対談！（『MARQUEE』vol.104（2014年8月10日） - vol.109（2015年6月10日） ）
- まじめなアイドル・寺嶋由芙の新宿制服コレクション（『ジェイジー』vol.95、2018年3月27日〈4月+5月〉- 、H14）- 新宿〜御苑〜四谷 タウン誌

#### Web連載
- ゆるドル ゆっふぃー先生による ご当地キャラ＆観光授業（『旅行読売』アプリ、2018年3月 - ）- iOS向けのみ
- 寺嶋由芙の公私混同！意気揚々！（『Pop'n'Roll』2018年7月 - 2019年3月）
- 寺嶋由芙の推しごと訪問記（『Pop'n'Roll』2019年4月 - ）

### 関連書籍
- Endless Summer Magazine Rocket vol.13（2018年7月1日、Rocket Base、ISBN9784908848148）- 表紙[注 7]
- 神社結婚式＆神前結婚式（2018年12月28日、旅行読売出版社）[79] - メインモデル
- ディノス「gensen dinos 2021 夏」（2021年6月1日 - ）- カタログモデル